# Трансавангард

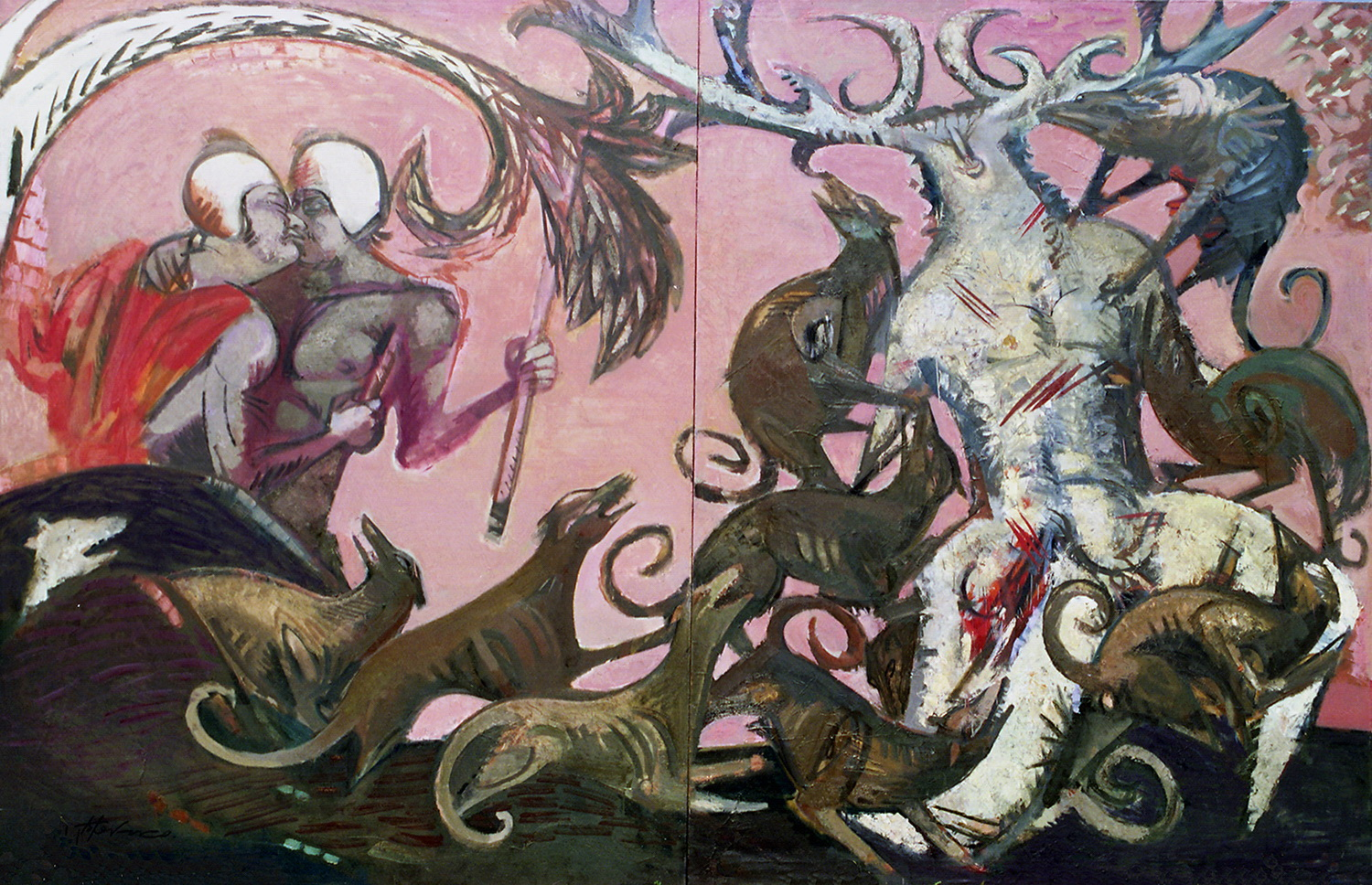
Василь Рябченко. «Смерть Актеона», 200 х 300 см, полотно, олія (1988)

Трансавангард — світоглядно-мистецький напрям сучасного мистецтва, походить від італ. trans-avanguardia, досл. «за авангардом», «після авангарду». Незрідка ототожнюється з постмодернізмом або неоекспресіонізмом.

## Історія
Термін започаткував італійський критик Акілле Боніто Оліва, надрукувавши у 1979 році концепцію італійського трансавангарду і спочатку стосувався творчості таких художників як Сандро Кіа, Мімо Паладіно, Унцо Кукі та ін. Трансавангард заперечує віру в прогрес, зв'язок мистецтва з ідеологією й політикою. Критик наголошував на номадичності, рухомості світогляду митців, що поверхово використовують всі попередні стилі, нерідко недбало цитуючі їх, звертаючись до міфології, історії. Згодом напрямок підхопили в інших країнах.

## Трансавангард в Україні
В Україні це представники Нової хвилі Олександр Гнилицький, Олег Голосій, Арсен Савадов та Георгій Сенченко, Олександр Ройтбурд, Василь Рябченко та ін. В українському варіанті відчутна коннотація до вітчизняного бароко. Їхнім творам притаманні фігуративність, динамізм, міфологічність, цитатність класичних творів мистецтва, фантазійність, ексцес форми (монументальність розміру творів) тощо.